# Nastola
Nastola finn település Dél-Finnországban, a Päijänne Tavastia régióban található. A település lakossága 14 738 fő volt 2003-ban. Területe 363,06 km², melyből 38,04 km² állóvíz. Népsűrűsége 45,3 fő/km².
A település egynyelvű (finn).
A település nevezetessége, hogy itt született Veli-Matti Lindström olimpiai ezüstérmes síugró.
A városban volt a frontvonala az 1941-es téli háborúnak. 1987-ben 3 méter magas bronzszobrot készítettek Oroszországnak.
Itt született Valtteri Bottas finn autóversenyző.